# Das Lied der treuen Chunhyang
Das Lied der treuen Chunhyang (Originaltitel: Chunhyangdyeon, internationaler Titel: Chunhyang) ist ein südkoreanischer Film von Im Kwon-taek aus dem Jahr 2000. Es ist der erste südkoreanische Film, der auf die Internationalen Filmfestspiele von Cannes eingeladen wurde.

## Handlung
Anfangs sieht man einen Pansori-Sänger, der die Geschichte vor einem Publikum auf einer Bühne in der traditionellen Form der koreanischen Geschichtenerzählung präsentiert. Der Film zeigt immer wieder abwechselnd Szenen von der Bühne und die Haupthandlung der Geschichte.
Der Sohn eines Gouverneurs verliebt sich in Namwon in die Schönheit Chunhyang, die Tochter einer Gisaeng und eines Aristokraten. Mongryong und Chunhyang beschließen zu heiraten, halten die Ehe aber vor Mongryong Vater geheim. Eines Tages wird sein Vater in das Ministerium des Königs nach Hanseong berufen. Mongryong kann seine Frau nicht mit in die Hauptstadt nehmen, denn würde die Ehe zwischen ihm und einer Frau aus der unteren Klasse bekannt, könnte er die Beamtenprüfung nicht ablegen. Er verspricht ihr jedoch sie zu holen, sobald er die Prüfung bestanden hat.
Der neue Gouverneur herrscht sehr strikt. Außerdem fordert er von Chunhyang den Beischlaf. Diese wehrt sich jedoch, da sie verheiratet sei und ihrem Mann treue geschworen hat. Der Gouverneur sieht darin einen Gesetzesbruch, lässt sie foltern und verurteilt sie zum Tode. Die Hinrichtung soll zum Geburtstag des Gouverneurs geschehen.
Derweil besteht Mongryong die Prüfung in Hanseong als bester seines Jahrgangs. Er kehr nach Namwon zurück, gekleidet wie ein Bettler, und erfährt dort von den Missetaten des neuen Gouverneurs während Chunhyang von der Bevölkerung für ihren Widerstand bewundert wird. Mongryong besucht Chunhyangs Mutter, die sofort die Hoffnung verliert, da ein Bettler ihrer Tochter nicht helfen könne. Dennoch betreten sie noch in der Nacht Chunhyangs Gefängnis. Diese wünscht sich nur das sie in Hanseong im Familiengrab ihres Mannes beerdigt wird. Am darauffolgenden Tag findet der Geburtstag des Gouverneurs statt. Mongryong deckt jedoch die Verfehlung von Gouverneur Byun auf und lässt ihn festnehmen. So befreit er auch Chunhyang und verlässt mit ihr die Stadt in Richtung Hanseong.

## Hintergrund
Der Film basiert auf dem berühmten Pansori-Stück Chunhyangga. Dabei handelt es sich um eine koreanische Sage aus dem 17. Jahrhundert.

## Rezeption
Stephen Locke bezeichnete den Film im Spiegel als „kurzweilig und stimulierend“ durch „seine Bilderschönheit, exotische Form und eindringliche Geschichte“. Das Schauspiel von Lee Hyo-jeong als Chunhyang sei „hinreißend“ und der Film bestätige „die gegenwärtige Stärke des asiatischen Kinos“. Auch in der Cinema ist der Film sehr positiv bewertet. Die Redaktion gab dem Film die bestmögliche Bewertung und bezeichnet den Film als „Ungewohnt, fremd-artig und faszinierend“.

„Opulente Verfilmung des berühmtesten koreanischen Märchens, die die Grenzen zwischen Film und Theater verwischt. Am Beginn steht die koreanische Ein-Mann-Oper Pansori, deren Sänger die ergreifende Geschichte vorträgt, dann vermischen sich Handlung und Gesang zu einer faszinierenden ästhetischen Einheit, deren Sogwirkung man sich kaum entziehen kann. Ein Genuss, der ein eigenes stilisiertes Universum beschert.“

## Auszeichnungen
Asia-Pacific Film Festival 2000
- Special Jury Award

Internationale Filmfestspiele von Cannes 2000
- Nominierung für die Goldene Palme

Hawaii International Film Festival 2000
- Best Feature Film

Pusan International Film Festival 2000
- NETPAC-Preis[4]

Singapore International Film Festival 2001
- in der Kategorie Bester Asiatischer Regisseur für Im Kwon-taek